# Machaquito como apoteosis del toreo cordobés
Machaquito como apoteosis del toreo cordobés ("Machaquito come apoteosi della corrida cordovese") è un dipinto a olio e tempera su tela del pittore spagnolo Julio Romero de Torres, realizzato nel 1911 circa. L'opera si conserva attualmente nel museo di belle arti di Cordova.

## Storia
Il quadro venne acquistato dai responsabili del museo cordovano nel 1988 dalla figlia dell'autore. Tra il 28 aprile e il 28 giugno del 2017, il quadro venne esposto al museo taurino municipale di Cordova, mentre nell'ottobre del 2020 venne esposto al museo archeologico della città.

## Descrizione
L'opera ritrae il torero cordovese Rafael González Madrid, più noto come Machaquito. Egli è ritratto in piedi, a figura intera e vestito con l'abito di luci (traje de luces), l'abito dei toreri. La posa del personaggio è ispirata alle statue classiche, in particolare alla Vittoria di Samotracia. Il paesaggio, come in altre tele del pittore, si basa sui monumenti e le località di Cordova, sua città natale: si riconosce la plaza de la Corredera, un luogo dove in passato avvenivano le corride, come dimostra una scena nel lato destro del dipinto. A sinistra si possono osservare delle sculture che ritraggono i toreri cordovesi Guerrita e Lagartijo, e tra di loro si trova il Trionfo di San Raffaele, un monumento della città. Sullo sfondo del paesaggio si notano i dintorni del fiume Guadalquivir e si distinguono il ponte romano e la Torre de la Calahorra.